# Clarin (Misamis Occidental)
Clarin (Bayan ng Clarin) är en kommun i Filippinerna. Kommunen ligger på ön Mindanao, och tillhör provinsen Misamis Occidental. Folkmängden uppgår till 29 712 invånare.

## Barangayer
Clarin är indelat i 29 barangayer.
| - Bernad - Bito-on - Cabunga-an - Canibungan Daku - Canibungan Putol - Canipacan - Dalingap - Dela Paz - Dolores - Gata Daku - Gata Diot - Guba (Ozamis) - Kinangay Norte - Kinangay Sur - Lapasan | - Lupagan - Malibangcao - Masabud - Mialen - Pan-ay - Penacio - Poblacion I - Poblacion II - Poblacion III - Poblacion IV - Segatic Daku - Segatic Diot - Sebasi - Tinacla-an |